# Cal Crespí
Cal Crespí és una casa de la Morana, al municipi de Torrefeta i Florejacs (Segarra), inclosa a l'Inventari del Patrimoni Arquitectònic de Catalunya.

## Descripció
Edifici modernista de quatre plantes construït amb grans carreus de pedra regulars. L'immoble està dividit amb tres cossos verticals: el central més gran i els laterals simètrics. A la planta baixa es troba una gran portada rectangular amb una motllura de pedra llisa; a banda i banda una finestra rectangular amb els costats arrodonits, emmarcada per una motllura de pedra. Al primer pis, tres obertures rectangulars de balcó amb reixa de forja i una motllura amb acabat de frontó, flanquejades per una porta balconera amb balcó de forja i una motllura amb garlandes. Al segon pis dues finestres rectangulars amb motllura llisa al centre i una galeria amb tres obertures d'arc apuntat a cada banda. Aquest edifici està coronat per una balustrada i un cos de pedra central, on hi ha una mènsula amb la data "1918".